# Trimetoprim-sulfametoxazol
Bactrim es la asociación antibiótica de trimetoprima y sulfametoxazol, usualmente en una relación de 1:5. La trimetoprima es un bacteriostático derivado de la trimetoxibenzilpirimidina, mientras que el sulfametoxazol es una sulfonamida de acción intermedia. Ambos actúan sobre la ruta de síntesis del tetrahidrofolato, cuya inhibición provoca finalmente que las bacterias afectadas no puedan sintetizar purinas.

## Farmacodinámica

### Mecanismo de acción
La síntesis del tetrahidrofolato se inicia a partir del ácido p-aminobenzoico. Precisamente a este nivel actúa el sulfametoxazol, que bloquea la enzima responsable de la síntesis debido a su parecido estructural. Un paso posterior es la unión de dos moléculas de dihidrofolato en una sola de tetrahidrofolato. Es en este paso donde actúa la trimetoprima, ya que es análoga al dihidrofolato, por lo que bloquea la enzima responsable de la unión. Esta reacción tendría un efecto altamente tóxico en el ser humano, pero debido a que la afinidad de las bacterias por la trimetoprima es mucho más elevada que la de las células humanas, se pueden utilizar dosis lo suficientemente bajas para que no hagan daño al organismo humano mientras que son lo suficientemente altas como para interferir el metabolismo de las bacterias.

### Efectos
Las bacterias no son capaces de extraer tetrahidrofolato del medio, por lo que dependen de su propia síntesis para conseguirlo. Evitar esta síntesis termina originando un déficit metabólico en la bacteria, facilitando su muerte e impidiendo su reproducción. Se trata, por tanto, de antibióticos bacteriostáticos en cuanto a su mecanismo de acción.

### Interacciones
Al ser una asociación de dos fármacos, las posibles interacciones dependerán de las características propias de cada fármaco, así como de la idiosincrasia de la combinación entre ambos.
- Dependientes del sulfametoxazol:

| Fármacos que interaccionan con sulfametoxazol. |                                          |
| Fármaco.                                       | Resultados de la interacción.            |
| Aminobenzoato potásico                         | Disminuye el efecto del sulfamo.         |
| Tiopental                                      | Se potencian los efectos del anestésico. |
| Prilocaína                                     | Aumenta el riesgo de metahemoglobinemia. |
| Metenamina                                     | Aumenta el riesgo de cristaluria.        |
| Clozapina                                      | Mayor riesgo de agranulocitosis.         |
| Metotrexato                                    | Aumenta el riesgo de intoxicación.       |

- Dependientes de la trimetoprima:

| Fármacos que interaccionan con trimetoprima. |                                                                  |
| Fármaco.                                     | Resultados de la interacción.                                    |
| Procainamida                                 | Aumenta la biodisponibilidad de la procainamida.                 |
| Dapsona                                      | La concentración plasmática de ambos fármacos puede aumentar.    |
| Zalcitabina                                  | Aumenta la concentración plasmática de zalcitabina.              |
| Eplerenona                                   | Mayor riesgo de hiperpotasemia.                                  |
| Digoxina                                     | Posiblemente aumenta la concentración plasmática de la digoxina. |

- Dependientes de la asociación (Bactrim)

| Fármacos que interaccionan con cotrimoxazol.           |                                                             |
| Fármaco.                                               | Resultados de la interacción.                               |
| Amiodarona                                             | Riesgo de arritmias ventriculares.                          |
| Warfarina                                              | Se potencia el efecto anticoagulante.                       |
| Fenitoína                                              | Aumenta la concentración plasmática y el efecto antifolato. |
| Ciclosporina                                           | Mayor riesgo de nefrotoxicidad.                             |
| Pirimetamina                                           | El efecto antifolato aumenta.                               |
| Lamivudina                                             | Aumenta la concentración plasmática de la lamivudina.       |
| Citotóxicos: •azatioprina •mercaptopurina •metotrexato | El riesgo de toxicidad hematológica aumenta.                |
| Estrógenos                                             | Reduce el efecto anticonceptivo de los estrógenos.          |

## Uso clínico
El uso de esta combinación por lo general es la elección empírica que está indicada en pacientes con síntomas de bronquitis e infecciones que se presumen son causadas por los estafilococos y estreptocos (excepto la faringitis estreptocócica). Su uso está mayormente indicado, con un alto grado de efectividad, para las lesiones de tejidos blandos ocasionadas por los agentes bacterianos antes mencionados, y es una alternativa en el tratamiento del acné moderado a grave resistente a minociclina, doxiciclina o eritromicina, pero su empleo deberá ser siempre vigilado por un médico, ya que es de uso delicado, sobre todo en menores de 12 años; además, no se recomienda durante el primer trimestre de embarazo.

### Indicaciones
El cotrimoxazol debe limitarse exclusivamente a:
- Fármaco de elección para la neumonía por Pneumocystis jirovecii (Pneumocystis carinii). Tanto la pentamidina como la atovaquona se indican como alternativas para infecciones por P. jirovecii en pacientes con sida.
- Fármaco de elección en enfermedad de Whipple
- Fármaco de elección para la nocardiasis.
- Toxoplasmosis en pacientes inmunosuprimidos como alternativa a la combinación pirimetamina/sulfadiazina.
- Alternativa para el tratamiento de infecciones causadas por Listeria.
- Antiguamente era utilizado en las exacerbaciones de la bronquitis crónica y en las infecciones urinarias; en la actualidad ha quedado muy limitada esta indicación.
- De primera elección en cistitis no complicada en mujeres.

### Efectos adversos
Para la valoración de las reacciones adversas (RAM) se tendrán en cuenta los criterios de la CIOSM.
| Reacciones adversas a cotrimoxazol |                  | |
| Sistema implicado.                 | Grupo CIOSM.     | Tipo de reacción. |
| Reacciones sistémicas              | Frecuentes.      | Náuseas, diarrea, cefalea, erupción. |
| Reacciones sistémicas              | Poco frecuentes. | Vómitos |
| Reacciones sistémicas              | Raros.           | Fotosensibilidad, glositis, estomatitis, hepatitis, hipoglucemia, leucopenia, trombocitopenia, anemia megaloblástica, eosinofilia, hiperpotasemia, hiponatremia. |
| Reacciones sistémicas              | Muy raros.       | Síndrome de Stevens-Johnson, necrólisis epidérmica tóxica, exantema fijo medicamentoso, anorexia, pancreatitis, colitis asociada a los antibióticos, miocarditis, tos y disnea, infiltrados pulmonares, meningitis aséptica, depresión, convulsiones, neuropatía periférica, ataxia, acúfenos, vértigo, alucinaciones, nefritis intersticial, artralgia, mialgia, vasculitis y lupus eritematoso sistémico. |

### Contraindicaciones
- Absolutas:
  - Porfiria.
  - Trastornos hematológicos graves.
- Relativas:
  - Deshidratación.
- Predisposición a la deficiencia de ácido fólico o hipopotasemia.
- Asma.
- Insuficiencia hepática o renal.
- Embarazo, lactancia y niños de menos de 6 semanas de nacidos.

### Presentaciones
Las dosis habitualmente utilizadas son:
- 40 mg de trimetoprima y 200 mg de sulfametoxazol.
- 80 mg de trimetoprima y 400 mg de sulfametoxazol.
- 160 mg de trimetoprima y 800 mg de sulfametoxazol.